# De Kroon (molen)
De Kroon of De Klarendalse Molen is een ronde stenen stellingmolen in de Arnhemse wijk Klarendal. De korenmolen werd in 1849 gebouwd aan de Amsterdamseweg, in opdracht van Albertus Burgers, en kreeg in eerste instantie de naam: De Hoop. In 1870 werd de molen verplaatst naar de huidige locatie aan de Klarendalseweg. De molen staat iets uit het lood. De kap is gedekt met eiken schaliën.

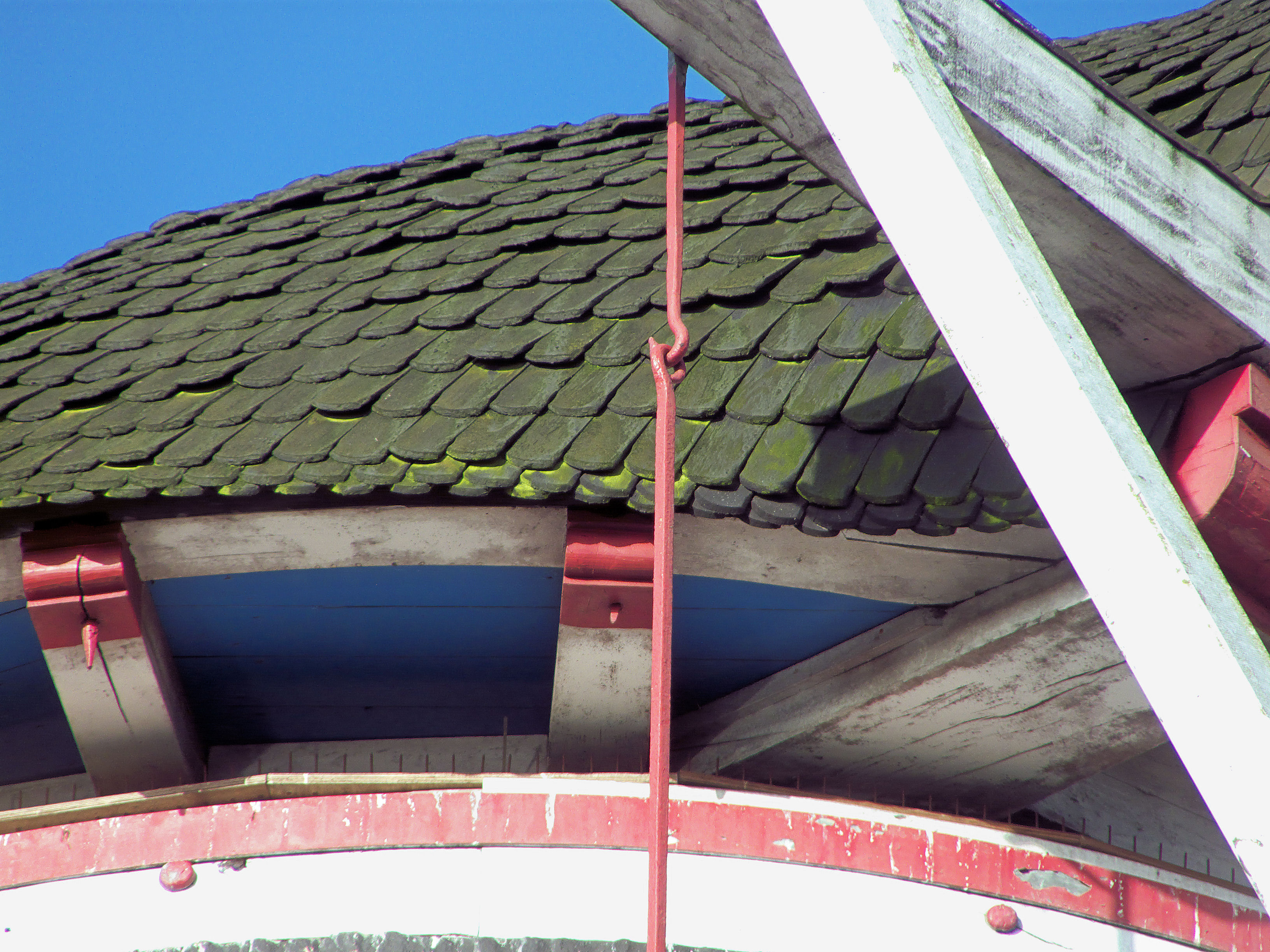
Kap met schaliën

## Geschiedenis
Burgers verplaatste in 1870 de molen naar het toen nog niet bebouwde Klarendal, en er werd voornamelijk geleverd aan de nabijgelegen Menno van Coehoornkazerne. Toen die echter een eigen maalinrichting gingen exploiteren kwam De Hoop in problemen. In 1900 werd de molen gekocht door de gebroeders Reymers die het bedrijf weer tot bloei brachten. De naam van de molen werd toen ook gewijzigd in De Kroon.
Ook in de jaren dertig kreeg het molenbedrijf het economisch moeilijk, hetgeen werd verergerd door het instorten van de stelling op 13 juli 1933. In 1936 werd de molen gerestaureerd, maar het bleef een verliesgevend bedrijf.
Na de Tweede Wereldoorlog kreeg de molen fokwieken, en stond deze onder beheer van molenaar Bram Reymes. De elektrische maalderijen waren echter in opkomst, en ook de nieuwe mulder Oostendorp maalde liever met motoren dan op wind. De Kroon raakte in verval, en kreeg in 1962 een draaiverbod. Het wiekenkruis werd in 1964 verwijderd. In 1966 werd de Stichting Vrienden van de Gelderse Molen opgericht die het initiatief nam tot restauratie van De Kroon. De stichting kocht de molen in 1974 voor 1 gulden, en de restauratie vond plaats in 1976.
Nadat ook in 1997 De Kroon werd gerestaureerd werd de molen op 4 februari 1998 door brand getroffen, waarna opnieuw herstelwerkzaamheden noodzakelijk werden. Het bovenwiel toont nog sporen van de brand. In de zomer van 1999 was de molen hersteld, en kon er weer graan worden gemalen.

## Inrichting

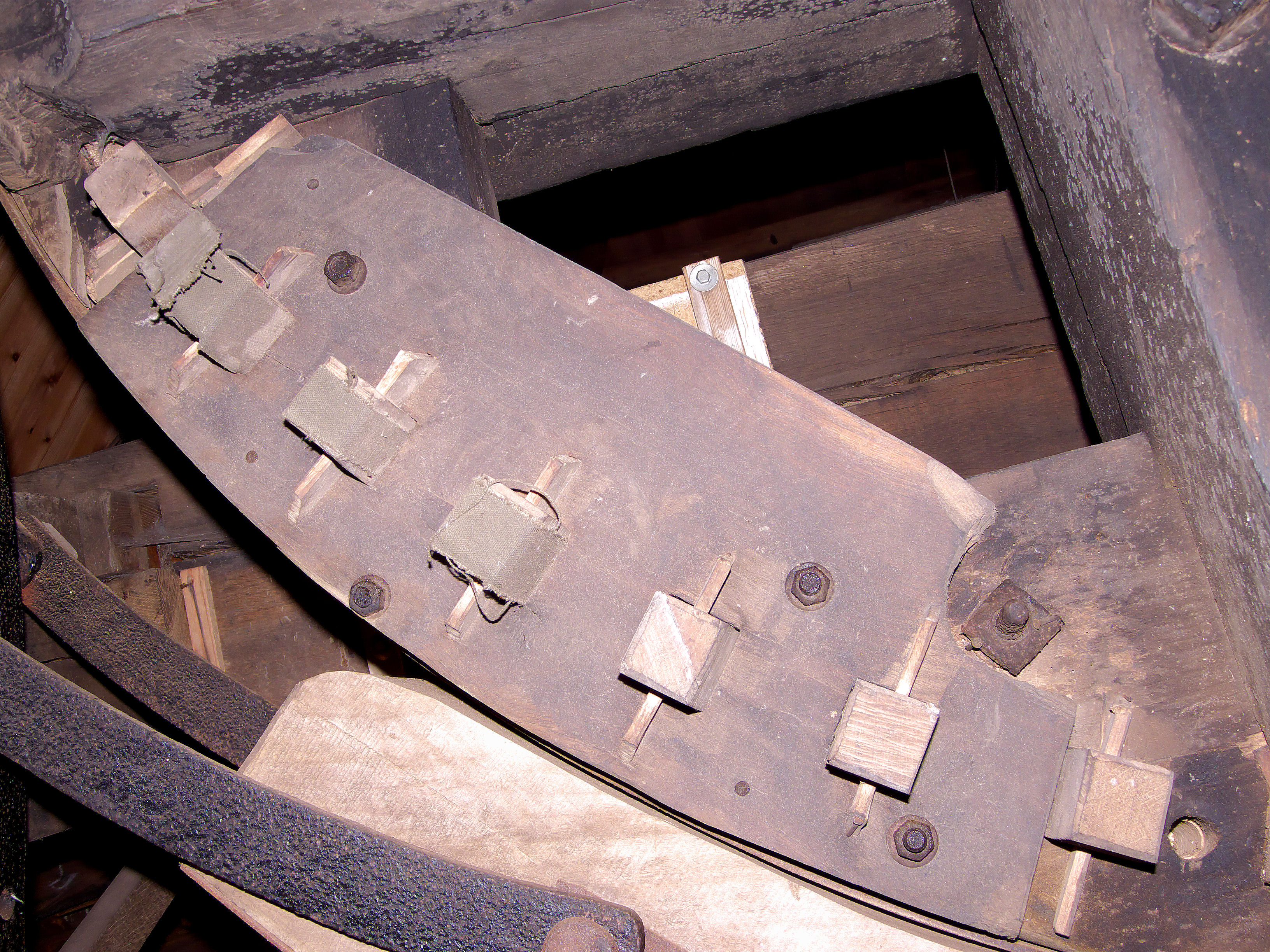
Sector bovenwiel met achtervelg

Ooit had de molen 7 koppels maalstenen, waarvan er 4 eerst door een stoommachine en later door een dieselmotor werden aangedreven. De molen heeft nu nog 4 maalkoppels, 1 koppel 17der (150cm doorsnee) Bentheimer zandstenen, 1 koppel 16der (140 cm doorsnee) kunststenen, 1 koppel 16der blauwe stenen en een elektrisch aangedreven koppel met wolfjes (12der (100 cm doorsnee)) kunstenen. Op het maalkoppel met blauwe stenen zit een regulateur. De rijnen zijn van het type balanceerrijn. Het koppel met Bentheimer zandstenen heeft een houten steenbus, de overigen ijzeren bussen. De doorboorde, gietijzeren bovenas is uit 1997 en gegoten door Gieterij Hardinxveld.
De molen had vroeger een neutenkruiwerk, dat in 1997 vervangen is door een Engels kruiwerk. Het 23 m lange gevlucht heeft fokwieken met een dubbelstraalsprofiel en remkleppen en wordt op de wind gekruid met een kruirad. Voor het bedienen van de remkleppen zit er op de askop een spin en op de achterkant van de kap een davit en een zwichtboom. Vanaf de davit loopt een rondgaande ketting naar beneden, waarmee handmatig de remkleppen bediend kunnen worden. De wieken zijn voorzien van zeilrails. De roeden zijn gemaakt in 1996 door molenmakerij Vaags uit Aalten. De binnenroede heeft nummer 13 en de buitenroede nummer 12. Voor het bedienen van de Vlaamse vang (rem) heeft de molen een trommelvang. De met een steen en bolspil met binnenrijn verzwaarde, 305 cm lange vangbalk oefent bij het vangen (remmen) op het sabelijzer een vangkracht van ongeveer 510 kg uit. Om het bovenwiel zit voor het vangen een ijzeren hoep. Het bovenwiel heeft maar op één sector een achtervelg. Het maalgoed kan opgeluid (opgehesen) worden met een sleepluiwerk. De zoldervloeren, graan-, maal-, steen-, lui-, en kapzolder, zijn van populierenhout. Via de graanzolder is de lager gelegen zakkenzolder te bereiken.

## Huidig gebruik

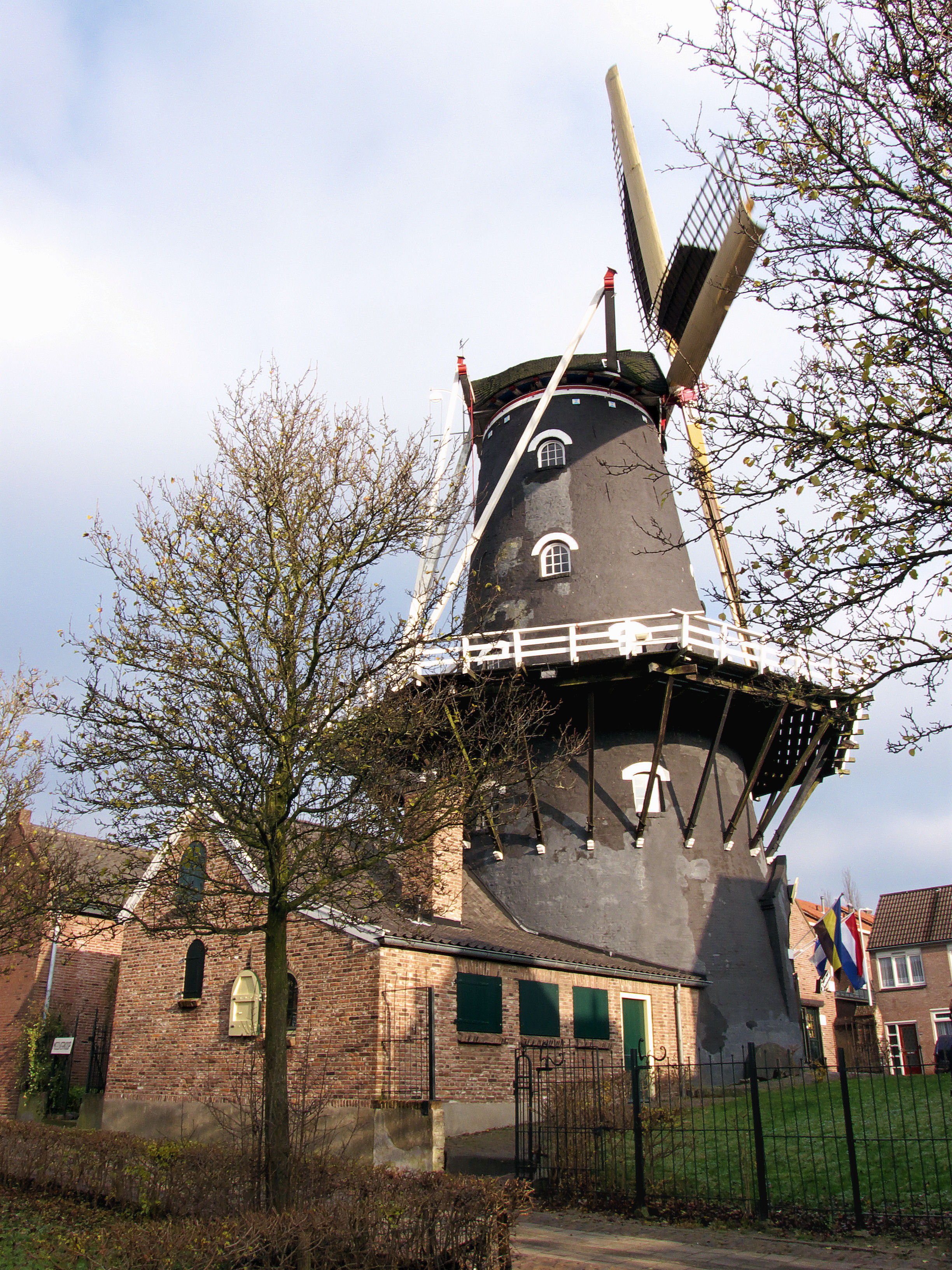
De Kroon met aangebouwde paardenstal

Heden ten dage is de molen op vrijdag en zaterdag geopend voor publiek, en kunnen in de bijbehorende winkel meel- en graanproducten, bakbenodigdheden en boeken worden gekocht. Ook is het voor aanstaande molenaars mogelijk om praktijkervaring op te doen ten behoeve van het certificaat van de vereniging "De Hollandsche Molen" en is er in de paardenstal elke derde woensdag van de maand een theorieavond voor leerling molenaars.

## Eigenaren van De Kroon
- A. Burgers (1849 - 1886)
- F.L. Frenck (1886 - 1895)
- H. Burgers (1895 - 1906)
- Fam. Reymes (1906 - 1956)
- J. Oostendorp (1956 - 1974)
- Stichting Vrienden van de Gelderse Molen (1974 - 2011).
- Woningcorporatie Volkshuisvesting (2011 - )

## Fotogalerij

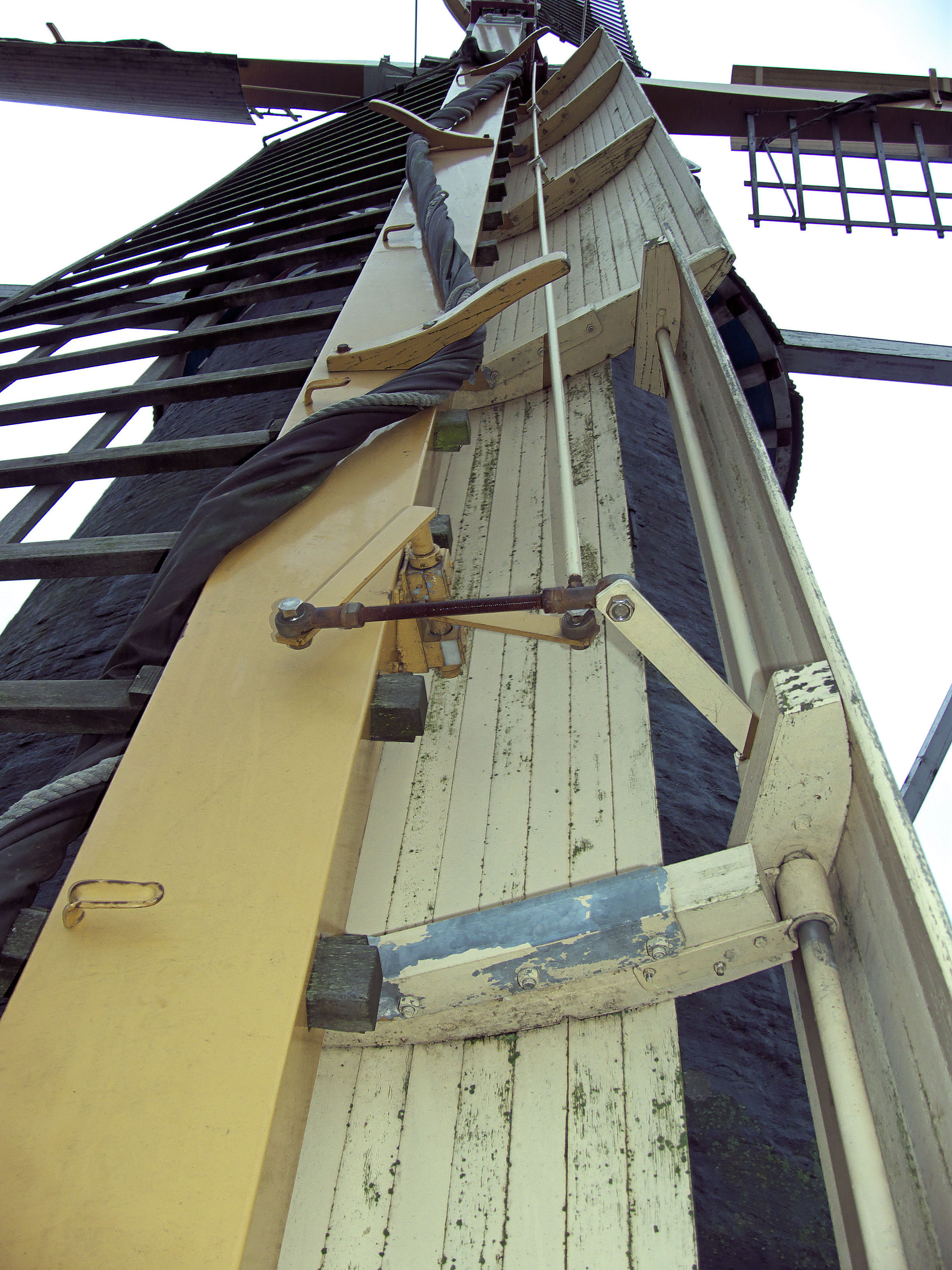
Fok met geopende remklep
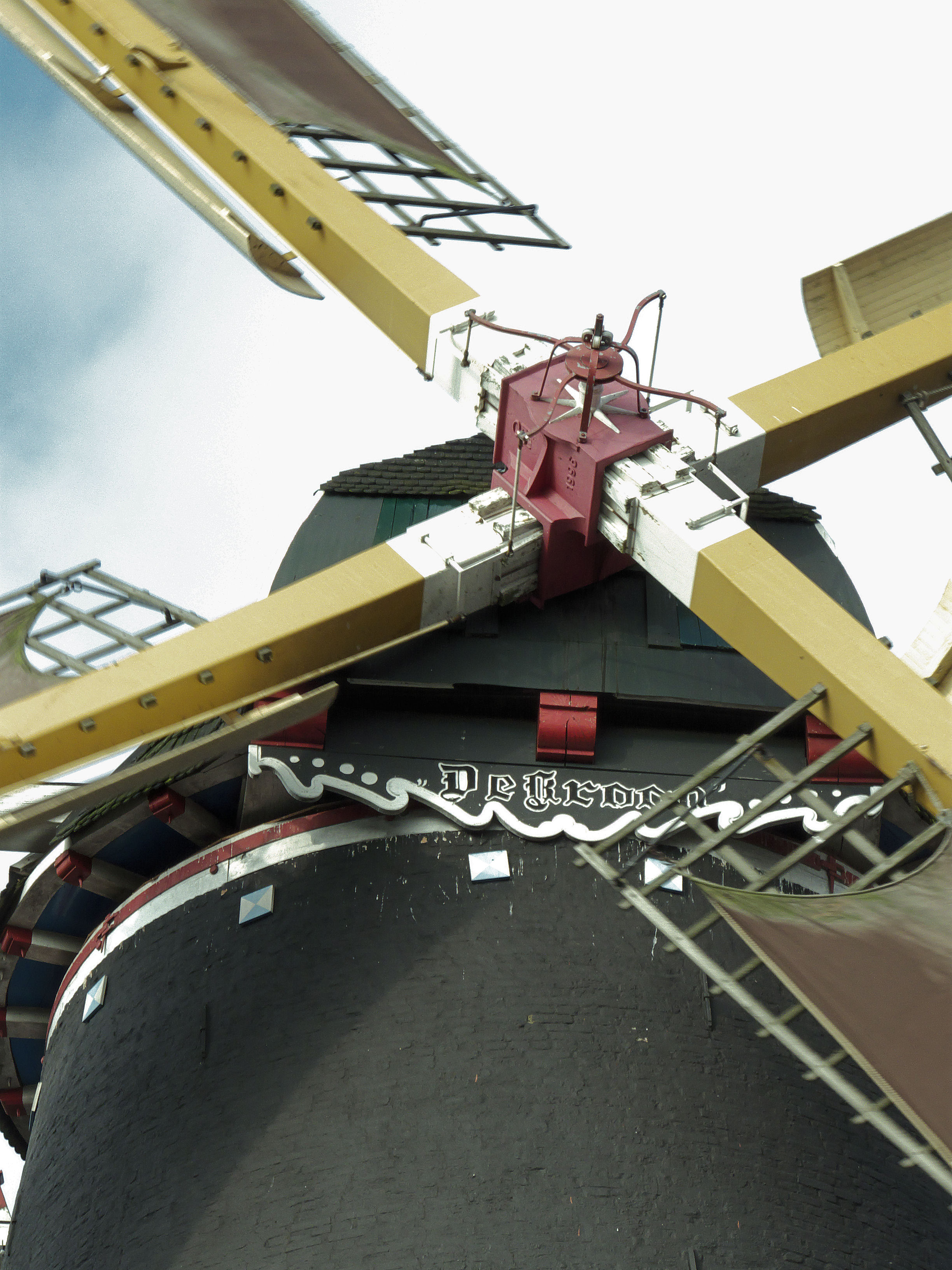
Spin en baard
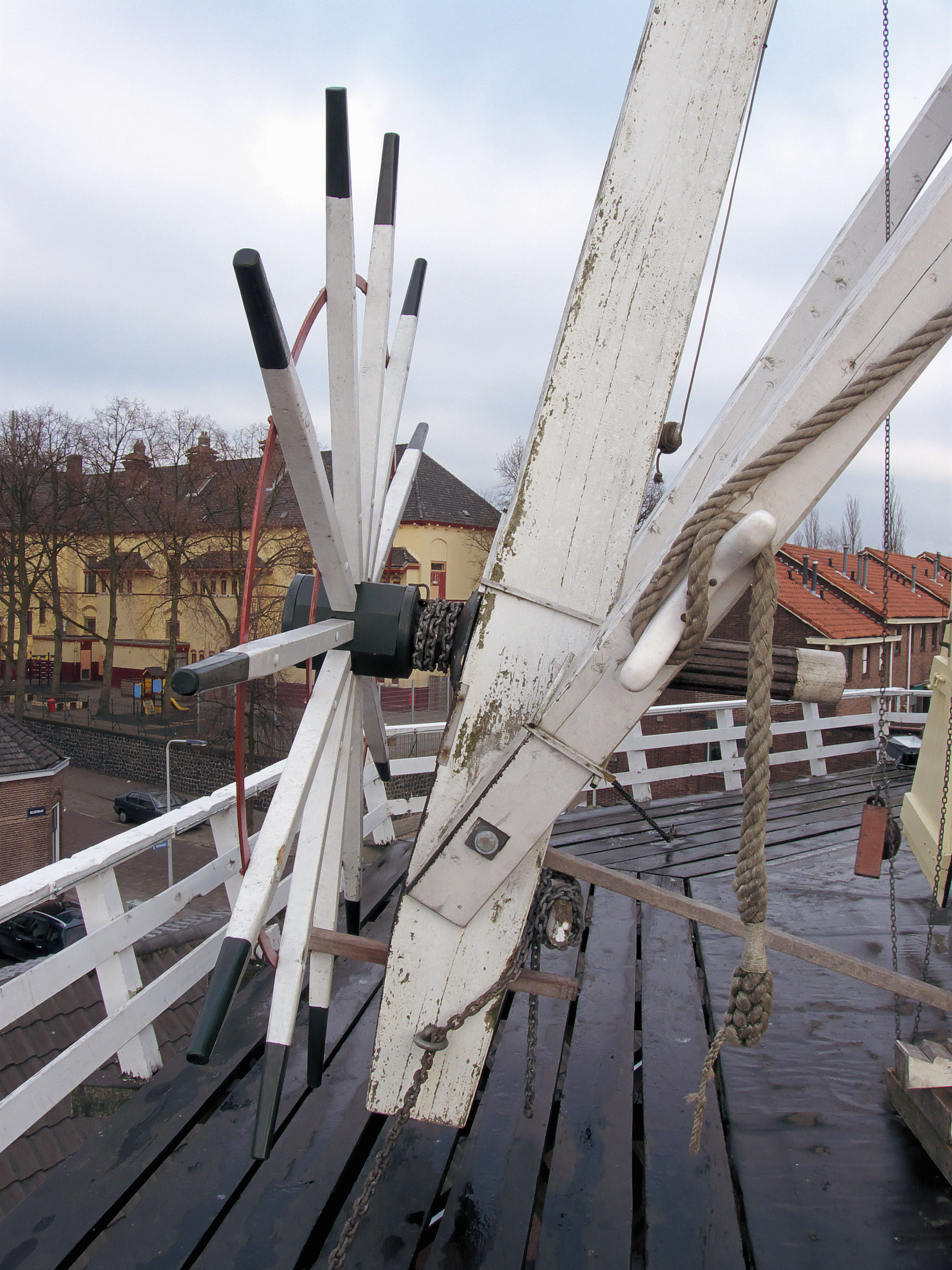
Kruiwiel
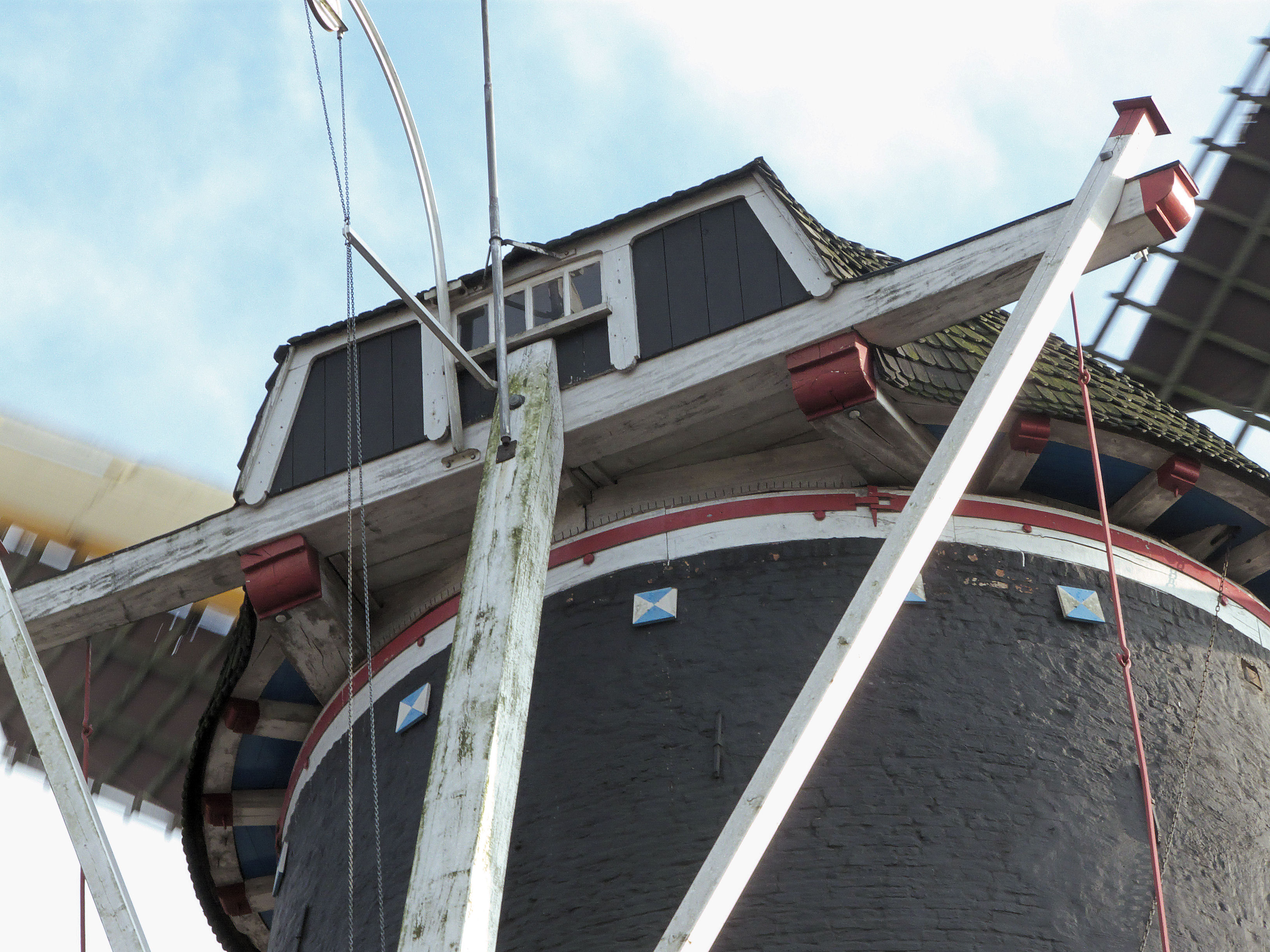
Achterkeuvelens
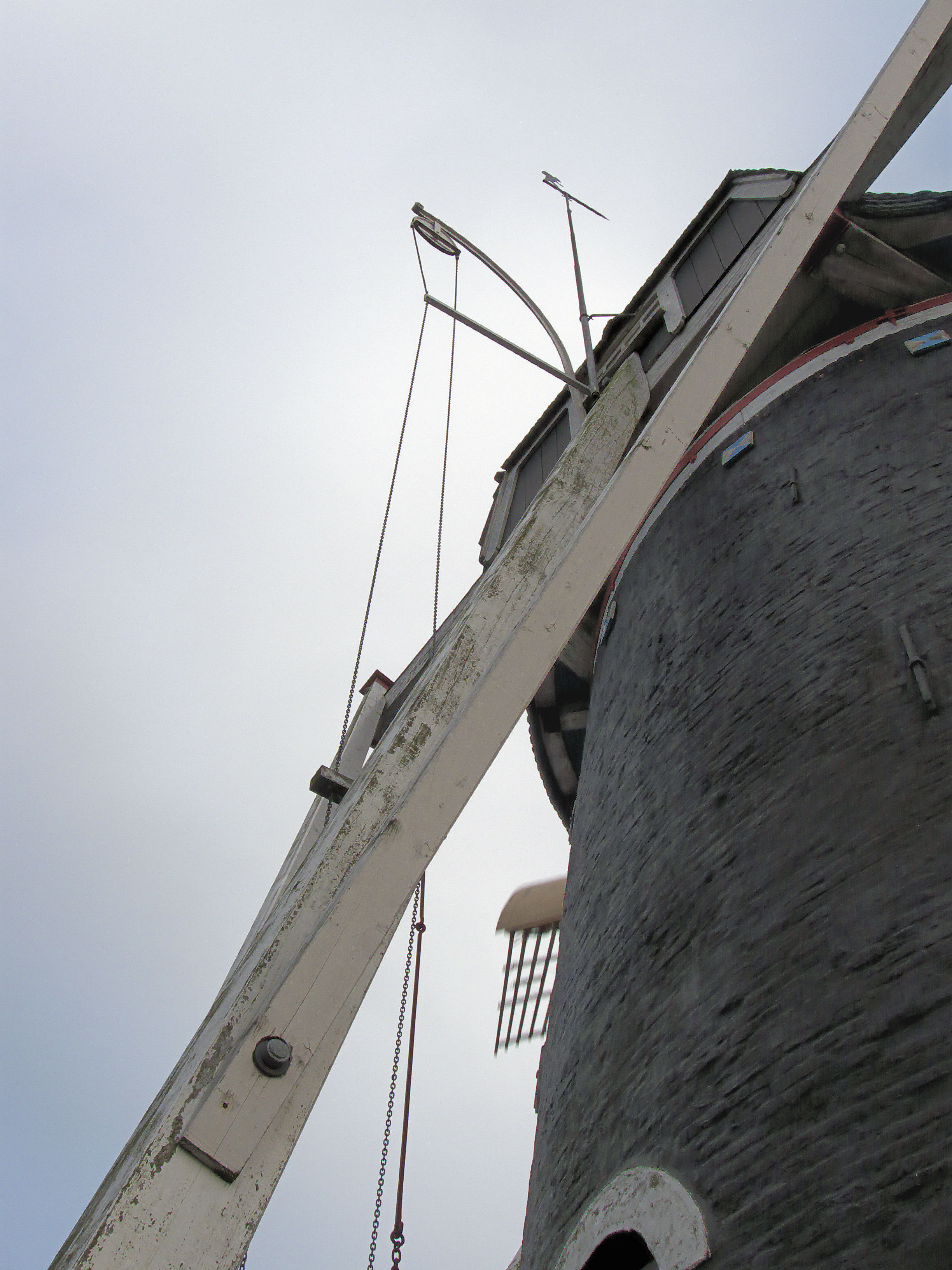
Davit en zwichtboom voor bediening remkleppen
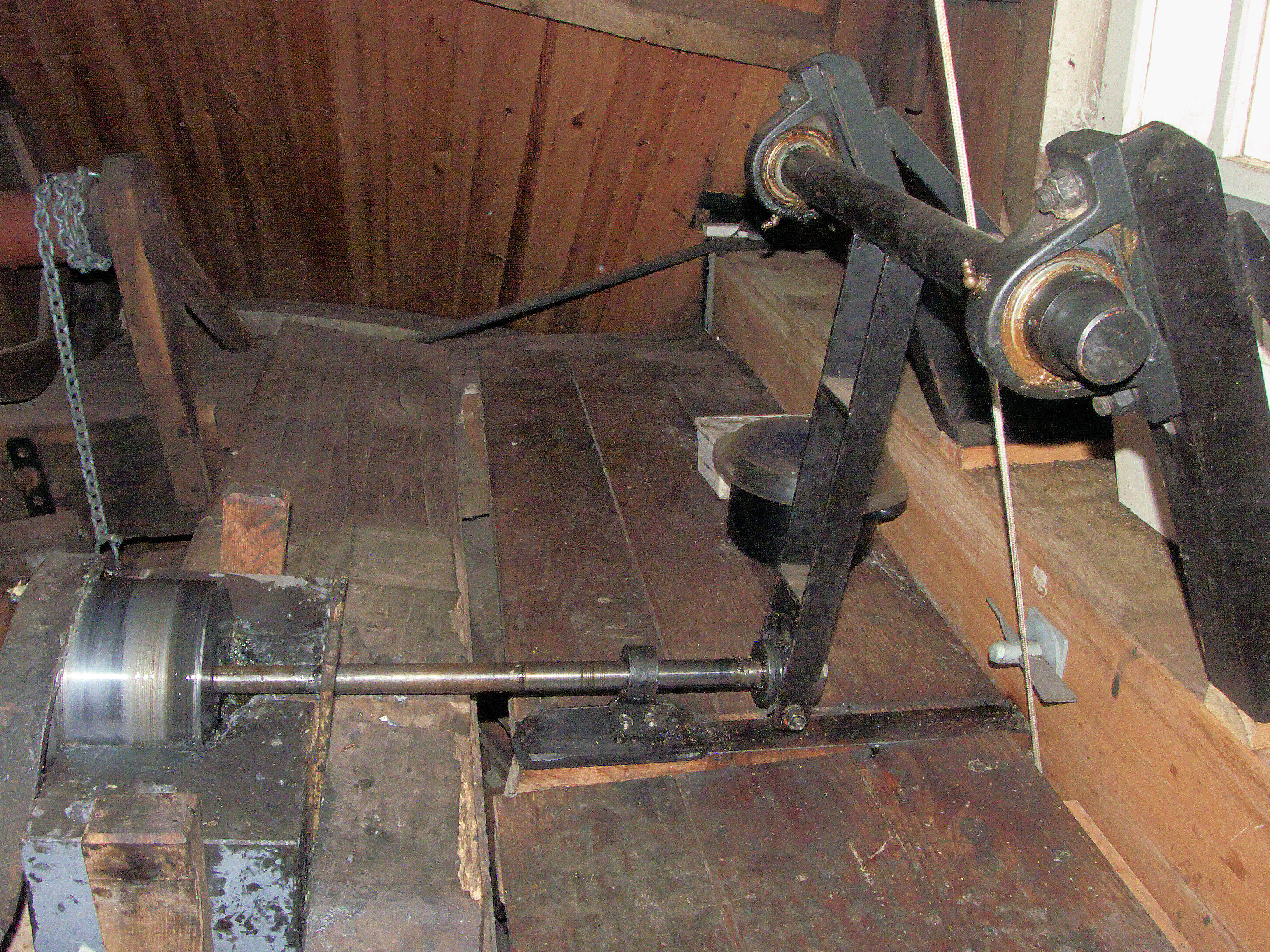
Zwichtboom met zwichtstang
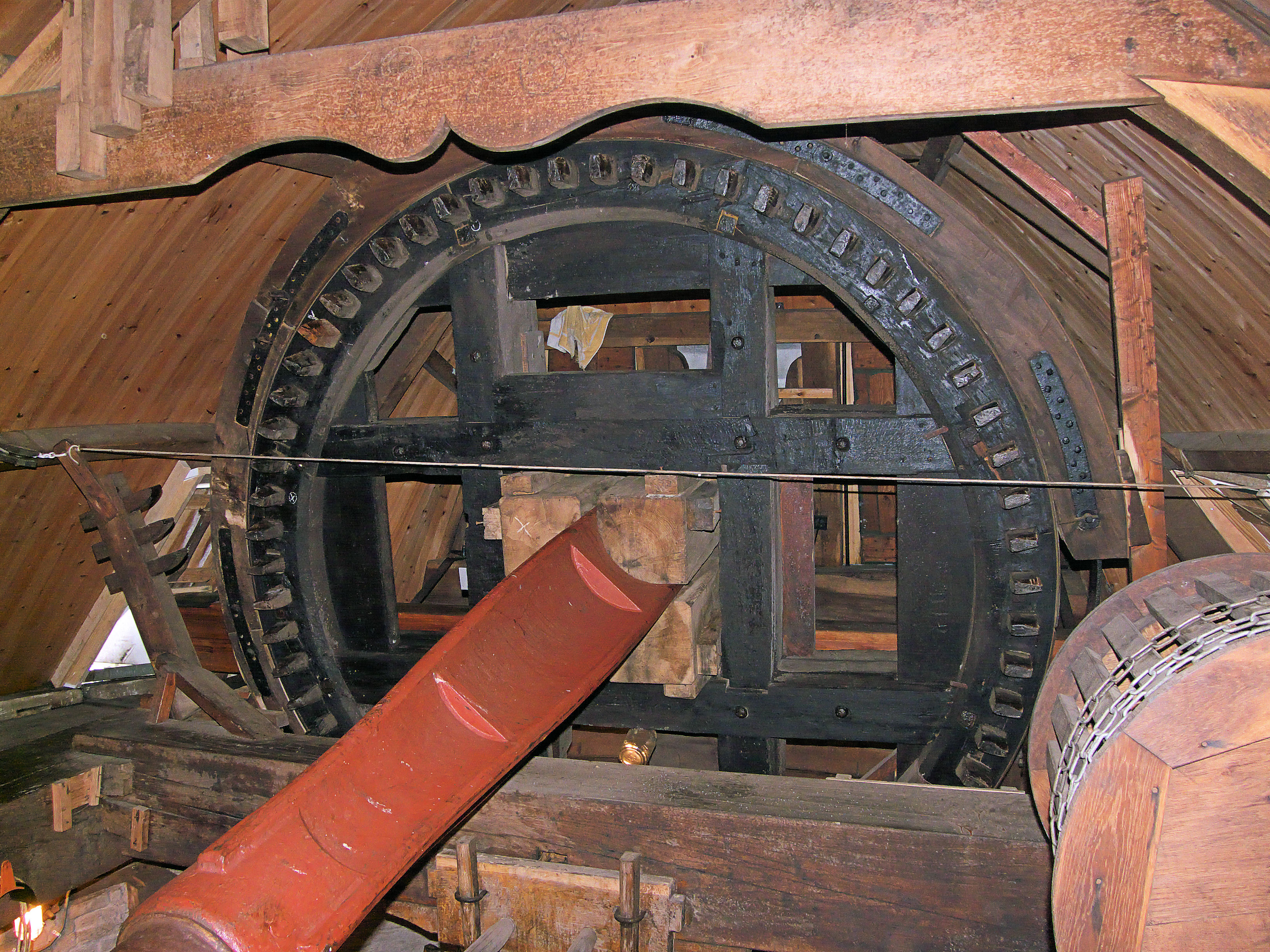
Bovenwiel
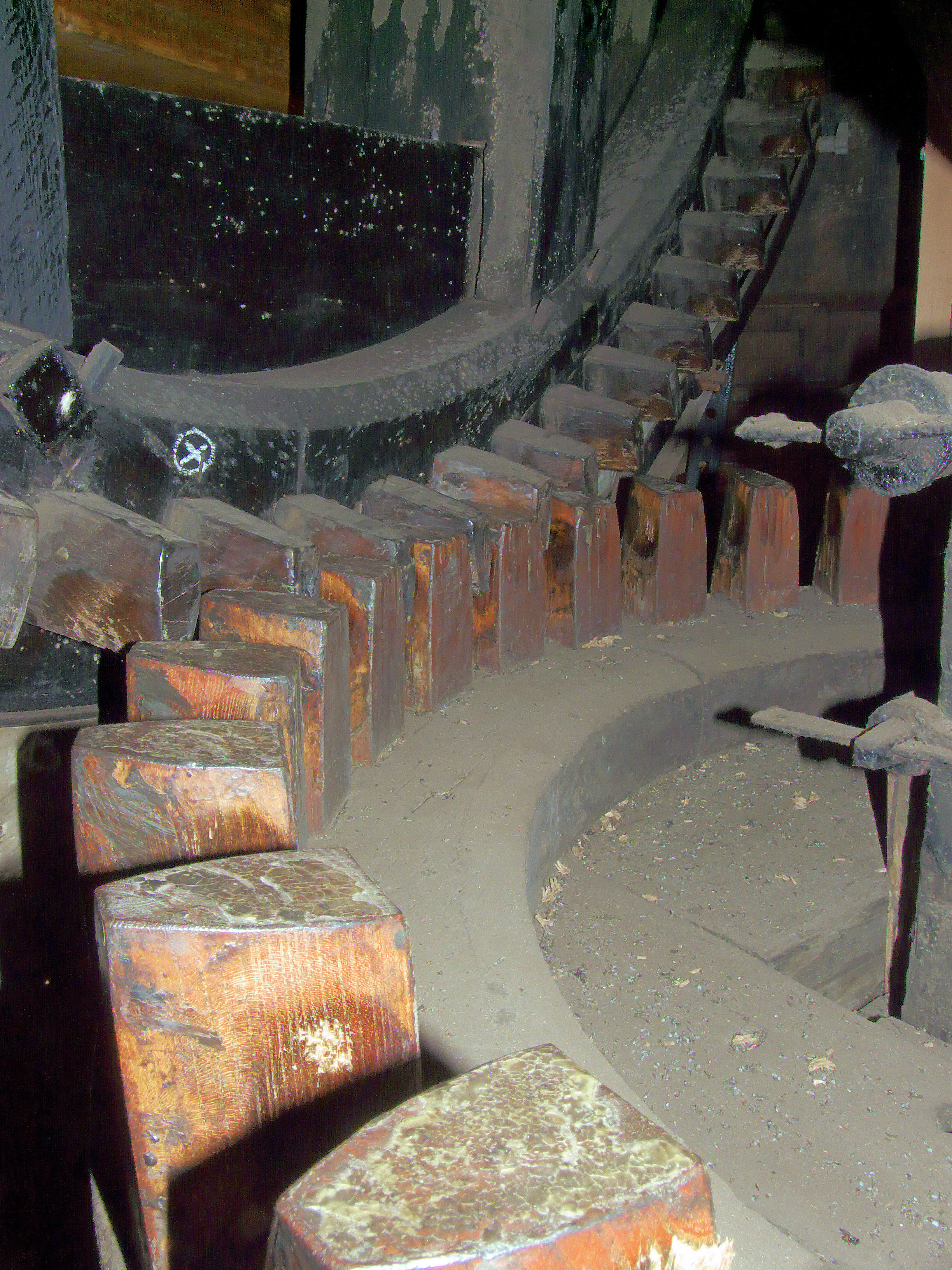
Bovenwiel met bonkelaar
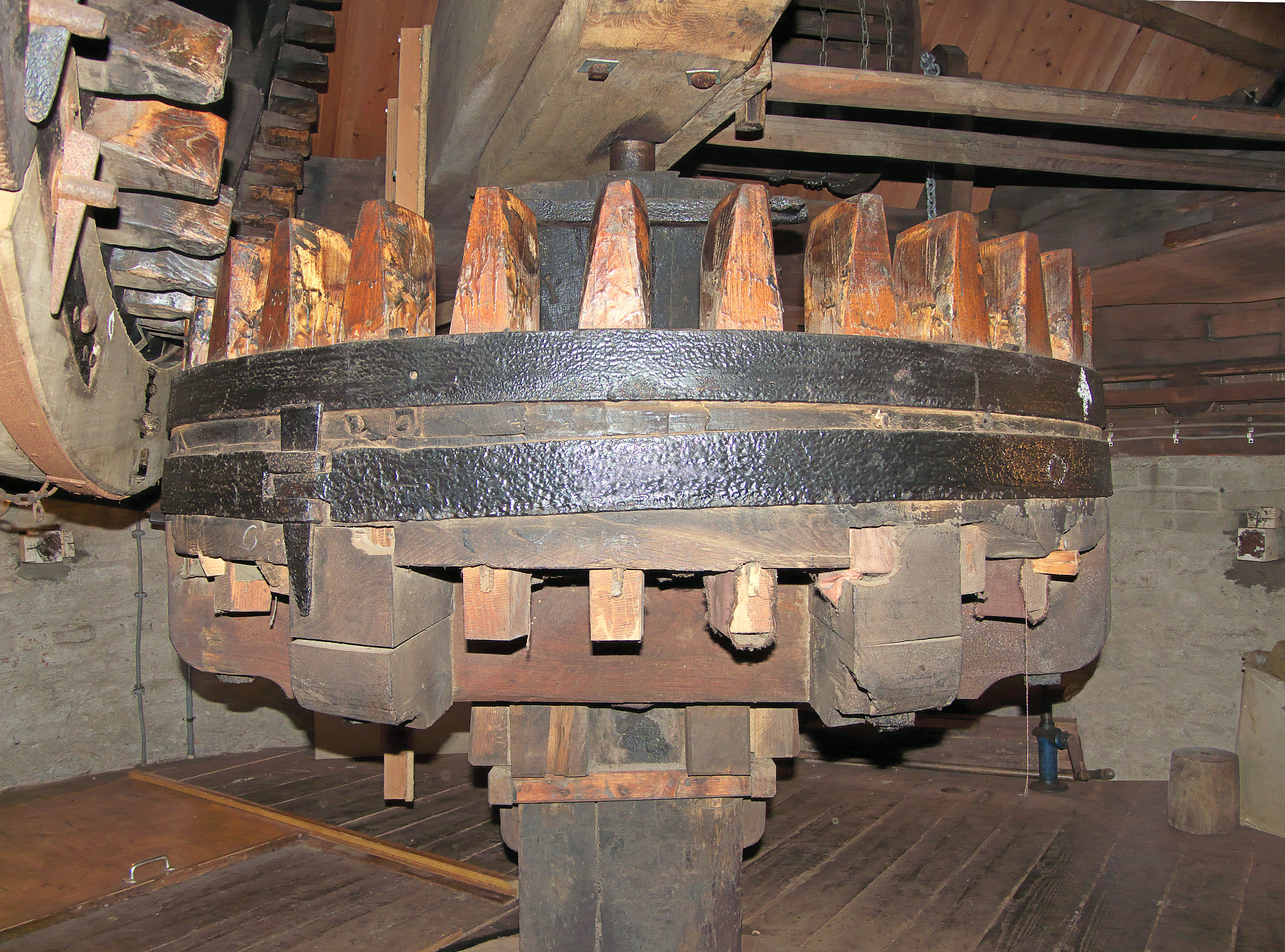
Bonkelaar
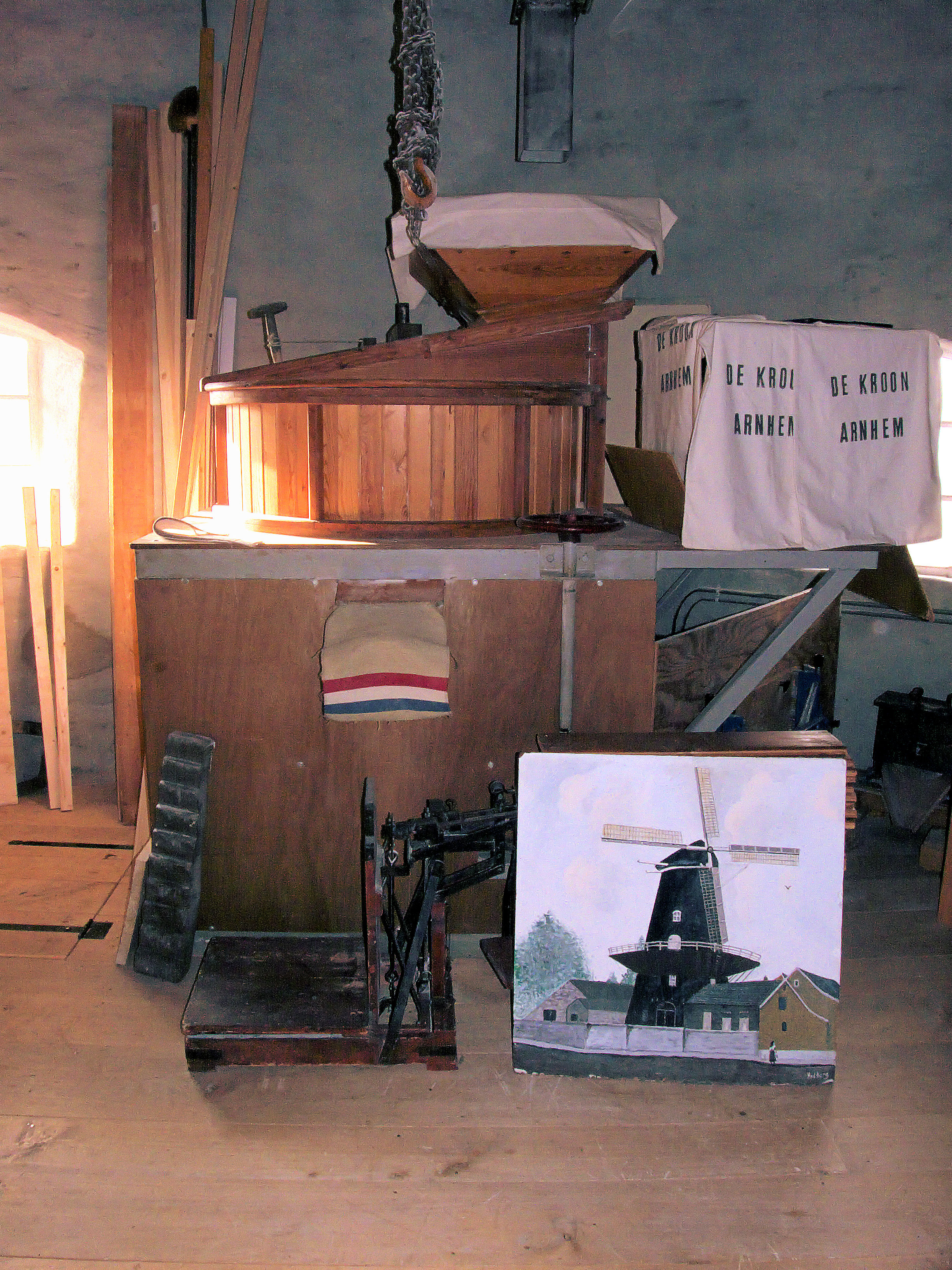
Elektrisch aangedreven maalkoppel
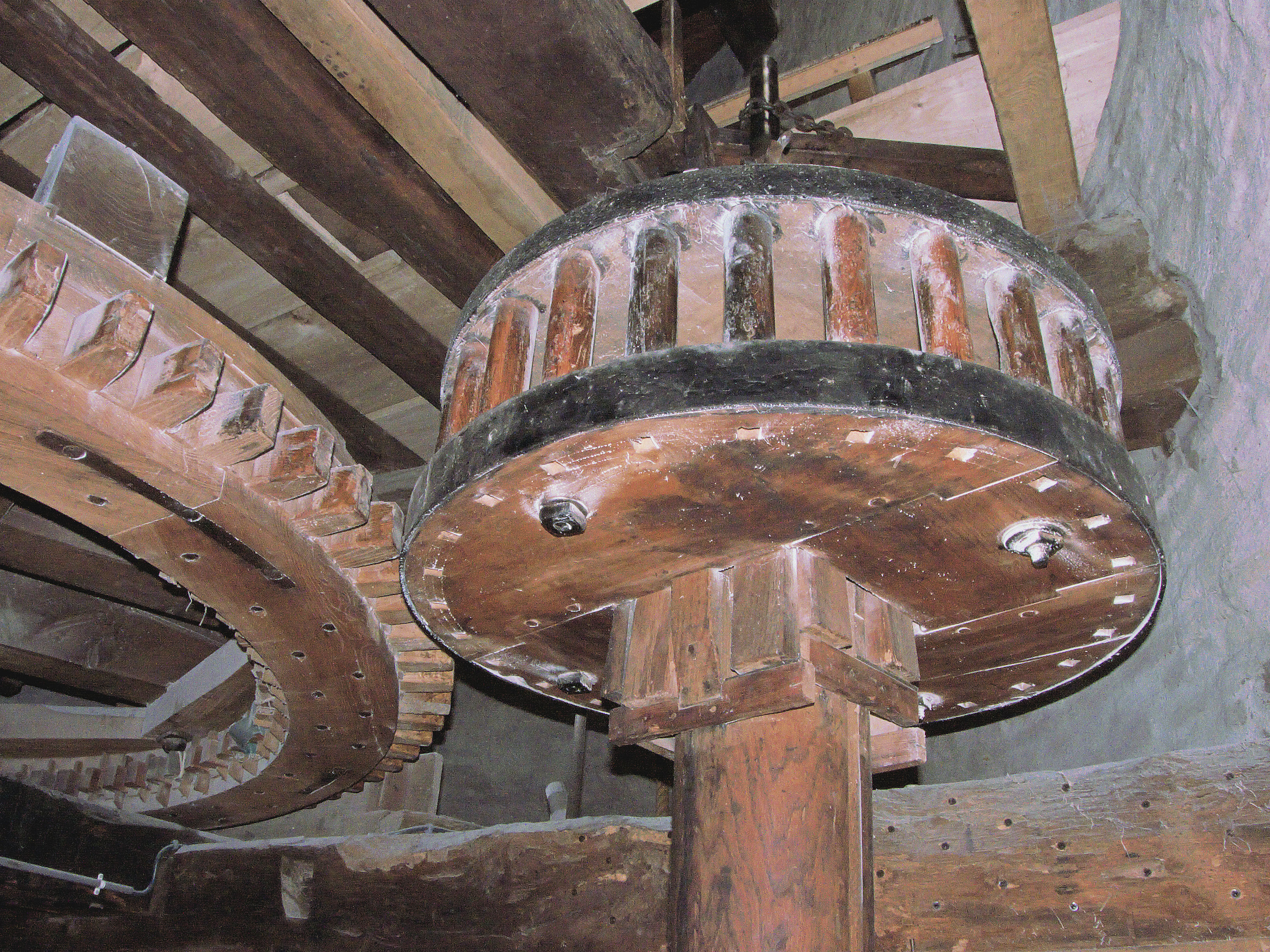
Steenrondsel van maalkoppel met kunststenen
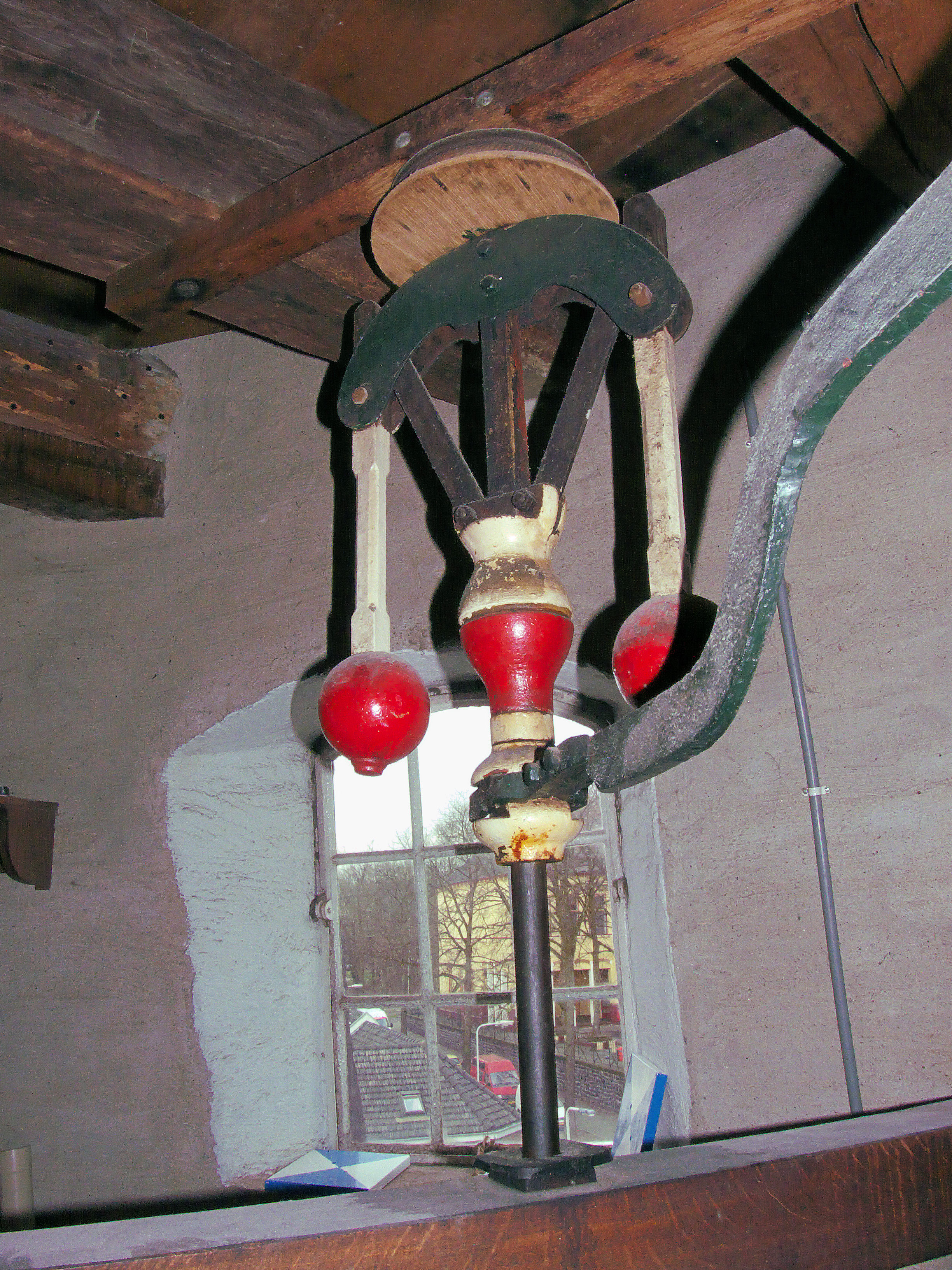
Regulateur van het maalkoppel met blauwe stenen
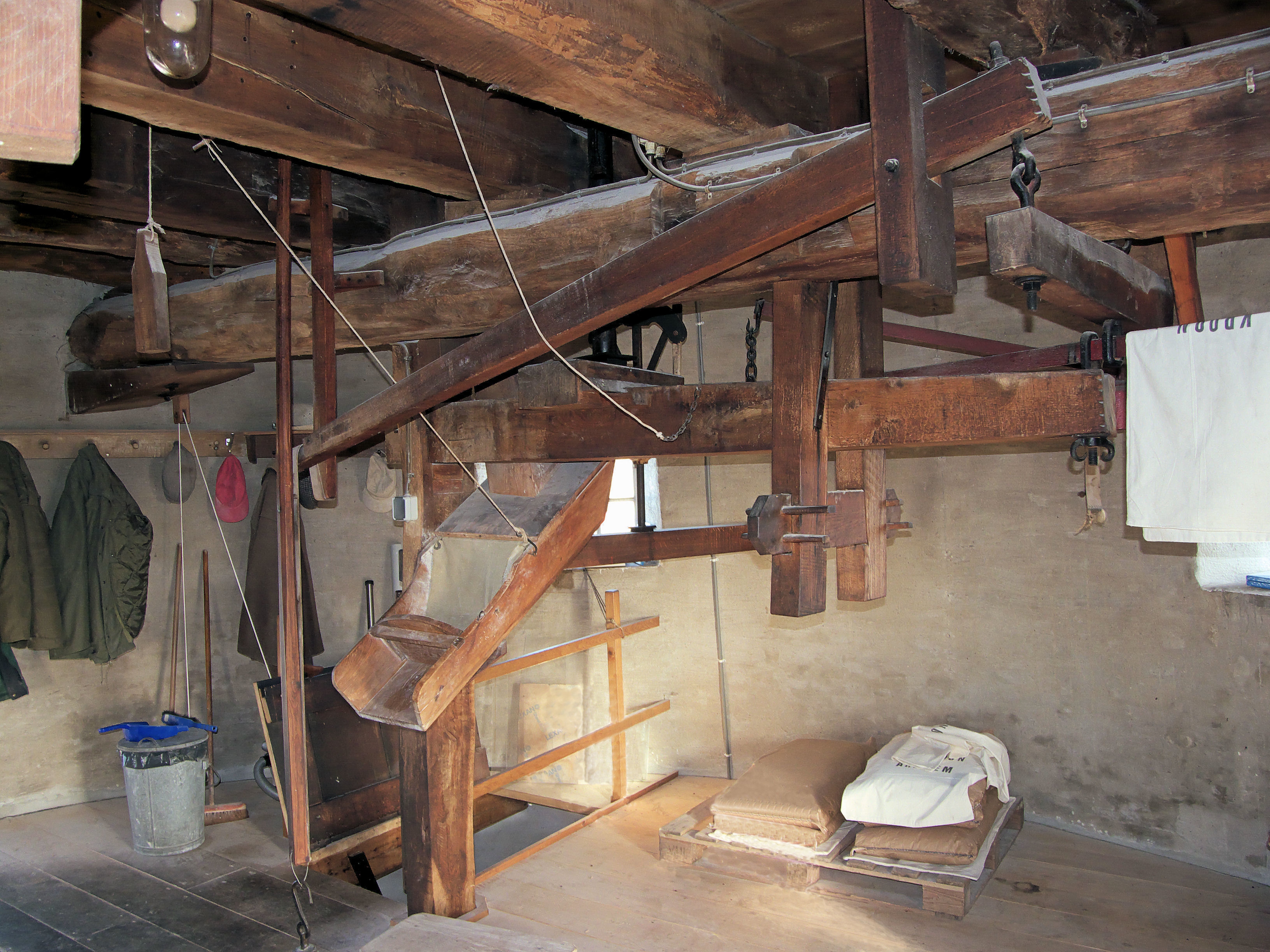
Paard met vonderbalk van het maalkoppel met blauwe stenen
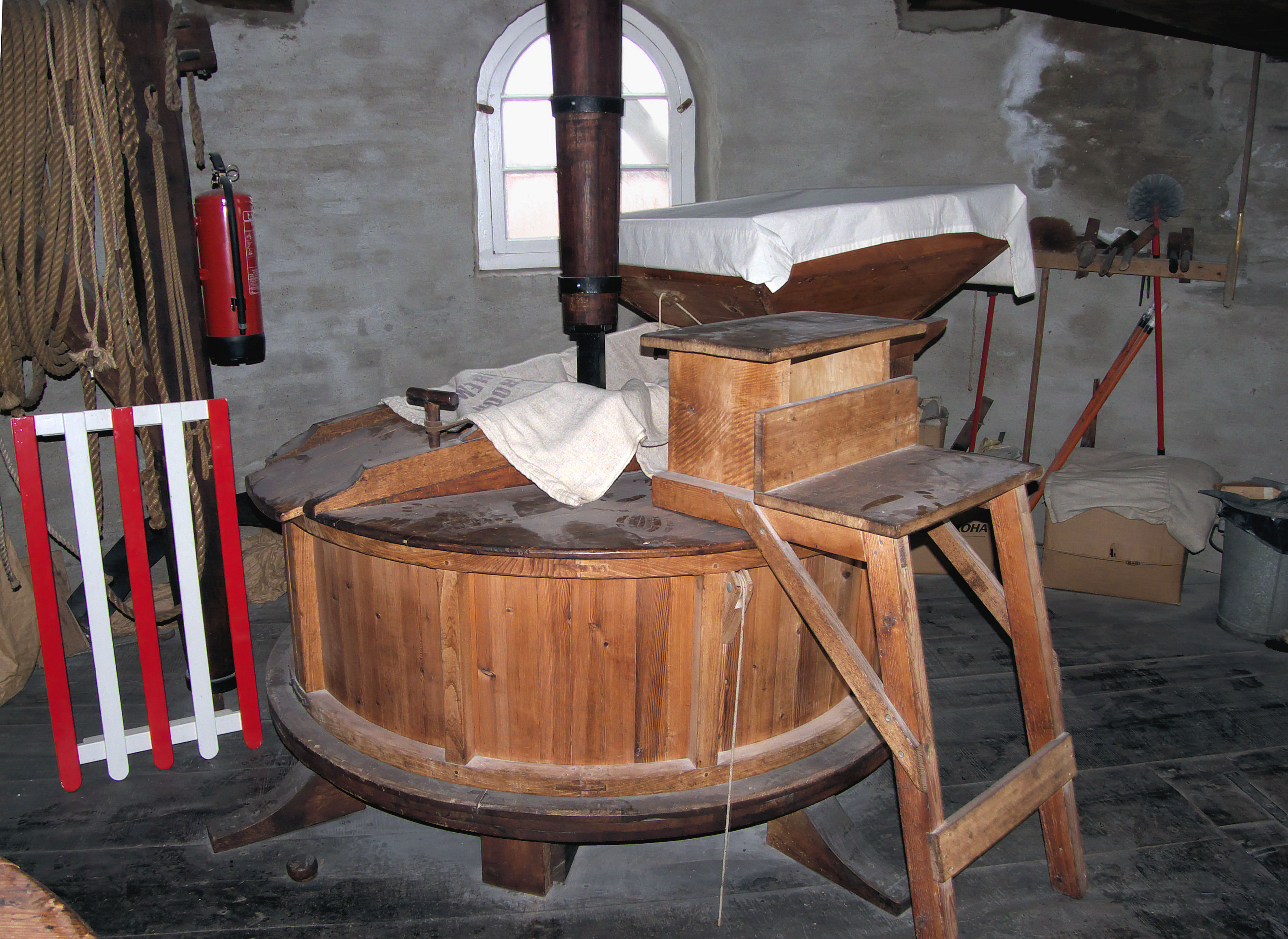
Maalkoppel met blauwe stenen
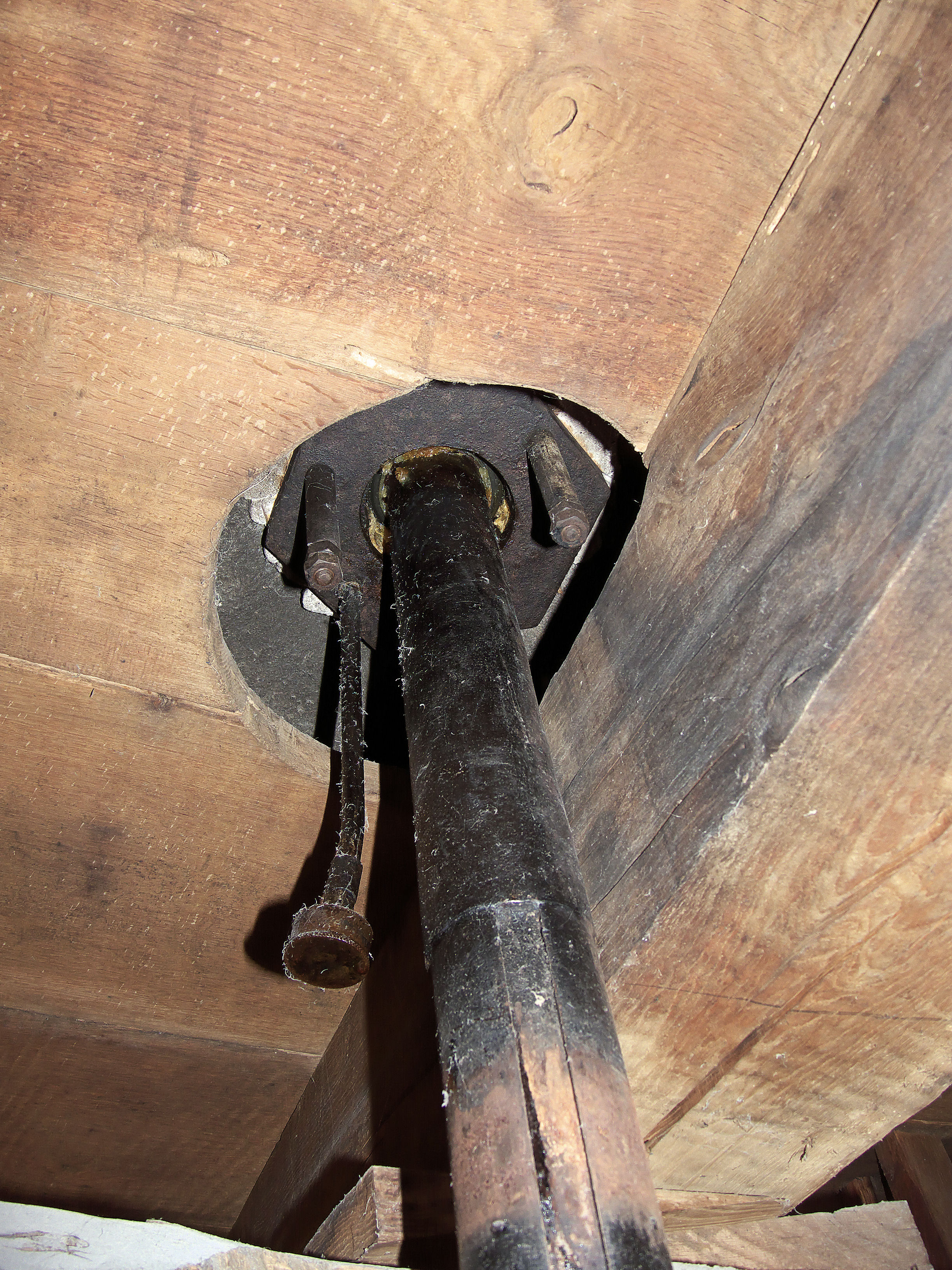
Houten steenbus met staufferpot van het maalkoppel met blauwe stenen